# Mihulka-torony

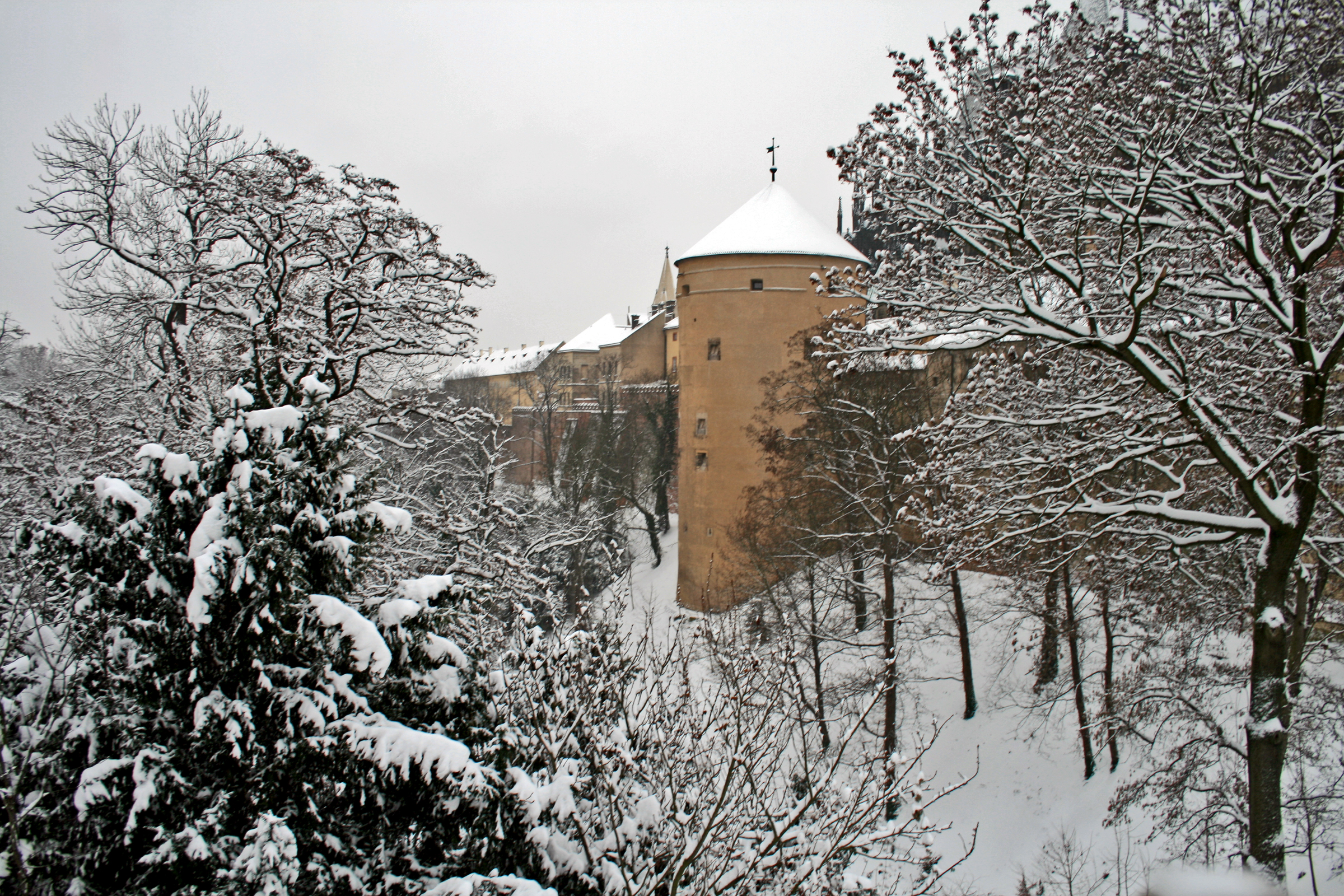
Télen, a Lőpor híd felől

A Mihulka-torony a prágai vár legnagyobb ágyútornya. Bejárata a Vikárius utca 38. (az ún. Mladota-ház) és 39. (Vikárka étterem) közötti sikátor végén kialakított kis udvarból nyílik.

## Története
A 15. század végén (1485 körül) II. Jagelló Ulászló (1471–1516) építtette Benedikt Rieddel egy korábbi, a 13. század elején emelt bástya helyére. 22 m belső átmérőjével, 40 m magasságával ez lett a vár legnagyobb ágyútornya, és rendkívül modern konstrukciónak számított, a vár védelmére azonban sosem használták. Eleinte új toronynak hívták, majd körbástyának, „svéd laboratóriumnak”, illetve lőportoronynak; az ingolácska jelentésű „Mihulka” név a 19. században ragadt rá. Ez a megnevezés a körszájúak szájára emlékeztető alakjára utal, és példája nyomán több más kerek tornyot is „Mihulkának” neveztek el szerte Csehországban.
A 16. században titkos hadi laboratóriumot rendeztek be benne, de az 1541-es nagy tűzvészben leégett. A híres reneszánsz császári öntőmester Tomáš Jaroš újjáépíttette, ide költöztette műhelyét, egy ideig ő maga is benne lakott. II. Rudolf alkimistáinak rendeztette be, majd lőporraktár lett. A harmincéves háborúban a várost megszálló svéd csapatok 1649-ben nagyrészt felrobbantották. Az újjáépítés után továbbra is lőporraktárnak használták a 18. század közepéig. 1754-től a második világháborúig itt lakott a vár sekrestyése. 1967–1980 között felújították, 1982 óta múzeum.

## Berendezése
Állandó kiállításán középkori műtárgyak, a reneszánsz öntészet emlékei, a II. Rudolfra utaló csillagászati és csillagjós eszközök mellett a Hadtörténeti Intézet kiállításán a vár késő gótikus erődítésrendszerét mutatják be. 1989-ben a Szarvas-árokra nyíló ablakait befalazták, hogy a látogatók ne láthassanak át Gustáv Husáknak a Királyi kertekben álló elnöki nyaralójára.